# 天外魔境
天外魔境（てんがいまきょう）は、1989年（平成元年）にハドソンから発売された、PCエンジン CD-ROM2用のコンピューターRPGから始まったゲームシリーズ。通称は「天外」。
株式会社ハドソンは2012年にコナミデジタルエンタテインメント (KDE) に吸収合併され、以降KDEとレッド・エンタテインメントがシリーズの著作権を保有している。

## 概要
企画、原案は当時レッドカンパニー（現：レッド・エンタテインメント）を主催していた広井王子。原作はスミソニアン博物館東洋研究第3主事の東洋研究家であるP.H.チャダ著『FAR EAST OF EDEN』とされているが、これは広井らが作り上げた架空の書籍である。「P.H.チャダ（ポール・ヒエロニムス・チャダ）」は原作者あだちひろしの別ペンネームであり、あだちの個人サイト「あ氏の部屋」のトップにはチャダの肖像画が掲載されていた。P.H.は広井王子のペンネームでPrince Hiroiの頭文字から取っている。
舞台は「西洋から観た誤った日本観」をコンセプトとする16～18世紀頃を時代設定とした架空の国「ジパング」。古来からジパングの危機になると現れて国を救った「火の一族」の血を受け継ぐ者たちの活躍を中心に描く。火の一族がどのような存在であるかは、作品ごとに異なる場合があり、『II』では「マリ」によって生み出されたとされ、『ZERO』では「アグニ」によって生み出され高天原から遣わされた、『第四の黙示録』ではエデンという楽園を守護していた一族、という設定になっている。
当初は実写映画やアニメ作品として企画されたもので、およそ当時のゲームに収まる内容ではなかったが、媒体にCD-ROMを使用することでゲーム化が実現した（詳細は『天外魔境 ZIRIA』の記事を参照）。なお『青の天外』（2003年）発表時の広井へのインタビューによると、天外魔境は「3部作3シリーズ」という『スター・ウォーズ』と同様の構想があったとの事。その場合のタイトルはシリーズ毎のまとまりが理解しやすい「第五の黙示録」「第六の黙示録」や「赤の天外」等が考えられていた。シリーズ累計で220万本以上のセールスを記録している。

## シリーズ

### 家庭用ゲーム機・アーケード向けタイトル
| タイトル                                       | 発売日                                                               | ハード                                    | ジャンル         | 備考 |
| ---------------------------------------------- | -------------------------------------------------------------------- | ----------------------------------------- | ---------------- | --- |
| 天外魔境 ZIRIA                                 | 1989年6月30日                                                        | PCエンジン CD-ROM2                        | RPG              | ジパングの東側、坂東地方編。 世界初のCD-ROMを媒体としたRPG。 マサカドの復活を企む邪教集団「大門教」との戦いを描く。 音楽プロデュースを坂本龍一が手掛ける。 |
| 天外魔境II 卍MARU                              | 1992年3月26日                                                        | PCエンジン SUPER CD-ROM2                  | RPG              | ジパングの西側、大和地方編。 「30分に一度は大きなイベントが発生する」という触れ込みで宣伝がなされ、 ハード普及台数とほぼ同数を売り上げる。 悪神ヨミの復活を企む「根の一族」との戦いを描く。 音楽を久石譲と福田裕彦が手掛ける。 |
| 天外魔境 風雲カブキ伝                          | 1993年7月10日                                                        | PCエンジン SUPER CD-ROM2                  | RPG              | 『II 卍MARU』の登場キャラクター 「カブキ団十郎」を主人公としたスピンオフ番外編。 京都およびロンドンが舞台。 再びジパング侵攻を開始した「デーモン教（大門教）」との戦いを描く。 音楽を田中公平が手掛ける。 |
| カブキ一刀涼談                                 | 1995年2月24日                                                        | PCエンジン アーケードカードCD-ROM2        | 対戦型格闘ゲーム | 『風雲カブキ伝』のキャラクターが中心に登場する。 |
| 天外魔境 真伝                                  | MVS：1995年6月20日 ネオジオ：1995年7月28日 ネオジオCD：1995年12月8日 | Multi Video System ネオジオ ネオジオCD    | 対戦型格闘ゲーム | 『ZIRIA』と『II 卍MARU』のキャラクター達が登場する。 |
| 天外魔境 電脳絡繰格闘伝                        | 1995年7月28日                                                        | PC-FX                                     | 対戦格闘ゲーム   | PC-FXの性能を活かした、フルアニメーションによるゲーム展開が特徴。 |
| 天外魔境ZERO                                   | 1995年12月22日                                                       | スーパーファミコン                        | RPG              | 太古のジパングを舞台とした作品。 ロムカセットの中にカレンダー機能が内蔵され、 プレイする日付に連動してイベントが発生する 「パーソナル・ライブ・ゲームシステム（PLGS）」を採用。 ニニギ率いる「地獄の軍団」との戦いが描く。 音楽をハドソンのサウンドプロデューサーの笹川敏幸と 『カブキ伝』を担当した田中が手掛ける。                                      |
| 天外魔境 第四の黙示録                          | 1997年1月14日                                                        | セガサターン                              | RPG              | アメリカ編。 これまでとは反対に「日本から観た誤った西洋観」をテーマとした、 ホラーテイストの世界観となっている。 「第四」というタイトルは、当時発売が予定されていた 『III』を踏まえたシリーズ4作目と位置づけられているため。 「暗黒教団」との戦いが描く。 音楽は『ZERO』を担当した笹川が手掛けている。                                                    |
| 天外魔境II MANJI MARU                          | GC：2003年9月25日 PS2：2003年10月2日                                 | ニンテンドー ゲームキューブ PlayStation 2 | RPG              | PCE版『II 卍MARU』のリメイク移植。 3Dポリゴン化やビジュアルシーンのムービー化がされ、 PCE内蔵音源の曲はリニューアルされた。 ゲームバランスの変更など賛否が分かれる点も。 |
| オリエンタルブルー 青の天外                    | 2003年10月24日                                                       | ゲームボーイアドバンス                    | RPG              | 「ジパング」とはまた違った東洋世界をブレンドした世界観を持つ。 魔石の合成システムが特徴。 当時はシリーズ第7作目（第3部1作目）という扱いが 与えられていたようである。 元々は64DDのソフトとして企画されていた。 開発元は従来通りハドソンだが、発売元は任天堂となっている。                                                                                  |
| 天外魔境III NAMIDA                             | 2005年4月14日                                                        | PlayStation 2                             | RPG              | ジパング九洲編。 PCEやPC-FXでの『天外魔境III』の発売予定が開発中止となった後、 10年近く後に再び企画が立ち上がって発売された。 ただし1990年代中盤当初の企画でのストーリー・キャラクター設定は 使われることなくお蔵入りとなり、タイトル名以外は新たに別の内容で作られた。 割れた神鏡から現れた異形の者達「アミ」との戦いを描く。 音楽を加藤和彦が手掛ける。 |
| 天外魔境II MANJI MARU                          | 2006年3月9日                                                         | ニンテンドーDS                            | RPG              | PCE版『天外魔境II 卍MARU』のリメイク移植。 DSの2画面への対応などリメイク要素は少なめで、 PS2・GC移植版と比較して高いレベルでPCE版を忠実に再現している （内蔵音源だった曲はPS2・GC版でのアレンジバージョンになっている）。 |
| 天外魔境 ZIRIA 〜遥かなるジパング〜            | 2006年3月23日                                                        | Xbox 360                                  | RPG              | PCE版『天外魔境 ZIRIA』をベースに、 原案要素などを交えて再構築された完全リメイク作品。 |
| 天外魔境 第四の黙示録                          | 2006年7月13日                                                        | PlayStation Portable                      | RPG              | SS版『天外魔境 第四の黙示録』の移植作品。 新規シナリオ追加。 随時セーブ可能になったため、 真実の書（セーブポイント）が削除されている。 また、SS版のコラボレーション企画であった井村屋と 秋山食品による販売及びアイテムも削除された。 |
| PC Engine Best Collection 天外魔境コレクション | 2008年7月31日                                                        | PlayStation Portable                      | オムニバス       | PCE版の『ZIRIA』、『II 卍MARU』、 『天風雲カブキ伝』、『カブキ一刀涼談』+イラスト集を収録。 |

### PC・モバイル向けタイトル
| タイトル                      | 発売日                             | 対応機種・サービス           | 備考 |
| ----------------------------- | ---------------------------------- | ---------------------------- | --- |
| モバイル天外魔境              | 2004年4月5日                       | iアプリ                      | 携帯電話端末を使用した多人数参加型ネットワークRPG。 |
| 天外魔境 ZIRIA                | 2004年 - 2006年                    | iアプリ EZアプリ S!アプリ    | PCE版『天外魔境 ZIRIA』をベースとして、携帯電話用アプリとして開発されたリメイク移植作品。 |
| 天外魔境 ZIRIA PremiumEdition | 2010年6月16日                      | iモード                      | Xbox 360版『天外魔境 ZIRIA ～遥かなるジパング～』をベースとして、 携帯電話用アプリとして開発されたリメイク移植作品。 3Dから2Dに変更されており、村人用ボイスも追加され完全フルボイス化している。 ストーリーは12章に分けて配信され、追加ダンジョンや機能拡張なども実施された。 |
| 天外魔境 JIPANG7              | 2011年2月7日 クローズドβテスト開始 | ブラウザゲーム XP Vista Win7 | 戦乱ソーシャルオンライン活劇。 『天外魔境II 卍MARU』の千年前が舞台。 4月12日に正式サービスを開始したが、7月26日をもってサービスを終了した。 開発・運営元はアルケミア。 |
| 天外魔境 for GREE             | 2011年7月6日配信開始               | GREE                         | 仲間カードをベースにしたソーシャルゲーム。 2012年1月6日をもってサービスを終了した。 |

## 関連商品

### ゲーム
- 天外魔境 電々の伝（1994年、PCエンジン SUPER CD-ROM2）

『ボンバーマン'94』の体験版のキャラクターをカブキ団十郎に差し替えたもの。
- 鮫亀キャラデータ集 天外魔境編（1996年、スーパーファミコン）
- サターンボンバーマン（1996年、セガサターン）

バトルゲームに戦国卍丸、カブキ団十郎、絹、マントーが登場する（マントーは隠しキャラクター）。
- ドリームミックスTV ワールドファイターズ（2003年、PlayStation 2/ゲームキューブ）

戦国卍丸がプレイヤーキャラとして登場し、暗黒ランがバトルステージとして登場。
- HI-TEN キャラBOM（1994年、イベント用ソフト）

戦国卍丸とカブキ団十郎がプレイヤーキャラクターとして登場。
- PCエンジン mini（2020年）

日本版の本体にPCE版『天外魔境II 卍MARU』が収録された。一部文言、敵グラフィック、点滅表現などの修正あり。

### 映像作品

#### アニメーション
- 天外魔境 自来也おぼろ変（1990年、OVA）

#### 実写ドラマ
- 運命の逆転（1992年、TBS系）
- 天外魔境 電々の伝 電脳電撃カブキ伝（1993年、VHS）

#### その他
- 天外魔境III メイキングDVD（2003年）

### 小説
- 天外魔境 FAR EAST OF EDEN（1989年11月、角川書店）
- 天外魔境（2）大門招来編 上の巻（1991年5月、角川書店）
- 天外魔境（3）大門招来編 下の巻（1991年11月、角川書店）
- 天外魔境 風雲カブキ伝リプレイ（1994年3月、角川書店）
- 天外魔境ZERO 炎の勇者たち（1996年2月、角川書店）
- 天外魔境 第四の黙示録（1997年8月、メディアワークス）
- 天外魔境 I・II 架話 髑髏譚 -SKULL TALE-（2021年2月、KADOKAWA）
Amazon、エビテンの限定販売。

### ゲームブック
- 天外魔境 魔城の聖戦（1989年10月、双葉社）
- 天外魔境ZERO ゲームブック（1）FAR EAST OF EDEN（1996年4月、双葉社）

### 攻略本
- 天外魔境II 卍MARU 公式ガイドブック（1992年5月、角川書店）
- 天外魔境 風雲カブキ伝 これぞ天下無敵の究極攻略本!!!（1993年8月、集英社）
- ゲーメストムック 天外魔境 真伝（1995年9月、新声社）
- 天外魔境ZERO マル秘公式ガイドブック（1996年1月、アスペクト）
- 天外魔境 第四の黙示録 公式ガイドブック（1997年3月、アスペクト）
- ORIENTAL BLUE 青の天外 -マルチシナリオRPGを存分に楽しむための1冊（2003年12月、小学館）
- オリエンタルブルー 青の天外 コンプリートガイド（2003年11月、ソフトバンクパブリッシング）
- 天外魔境II MANJI MARU 炎之奥義書（2003年10月、集英社）
- 天外魔境II MANJI MARU 公式完全攻略絵巻（2003年12月、エンターブレイン）
- 天外魔境III NAMIDA 公式ガイドブック（2005年4月、エンターブレイン）
- 天外魔境III NAMIDA 公式完全攻略絵巻（2005年6月、エンターブレイン）

### その他の書籍
- 天外魔境 ビデオ&ゲーム大集成（1990年10月、角川書店）
- PCエンジンCD-ROMカプセル特別版 天外魔境 風雲カブキ伝 出撃の書（1993年6月、小学館）
- 天外魔境 第四の黙示録 公式設定資料集（1997年1月、アスペクト）
- FAR EAST OF EDEN 研究序説（2003年、レッド・エンタテインメント）
- 天外画廊：辻野芳輝画集（2017年、徳間書店）

辻野による画集。天外魔境シリーズを含めた辻野が作成したゲーム・アニメ等の制作資料が収録されている。

### CD
- 天外魔境 自来也おぼろ変 映像的電子蓄音盤（1990年8月）
- 天外魔境II 卍MARU（1992年2月）
- 天外魔境 風雲カブキ伝 オリジナル・サウンドトラック（1993年7月）
- 天外魔境ヒストリー・パーフェクト・グラフィティ（1993年12月）
- CDドラマ 天外魔境（1）風雲カブキ伝 アメリケン異聞 凱旋公開!カブキ伝顛末記（1994年3月）
- CDドラマ 天外魔境（2）風雲カブキ伝 アメリケン異聞 大陸横断鉄道騒動記（1994年7月）
- 天外魔境 真伝（1995年11月）
- ミュージカル天外魔境夢まつり（1995年12月）

1995年に行われたハドソン全国キャラバン「劇場空間天外ごっこ 誰がハドソン夢まつり'95」に使用された楽曲が収録されている。『天外魔境』だけでなく、『ボンバーマンシリーズ』、『桃太郎シリーズ』（桃太郎伝説・桃太郎電鉄など）、『鮫亀』をモチーフとした歌曲も収録されている。
- 天外魔境ZERO デジタルリミックス（1996年1月）
- 天外魔境 第四の黙示録 ヴォーカル・セレクション（1997年2月）
- 天外魔境 第四の黙示録 オリジナル・サウンド・トラック（1997年2月）
- 天外魔境II MANJI MARU オリジナル・サウンドトラック（2003年10月）

ゲームキューブ版・PlayStation 2版のサウンドトラック。
- 天外魔境III NAMIDA オリジナル・サウンドトラック（2005年04月）
- ドラマCD 天外飯店（2005年04月）

### パチスロ
- CR天外魔境 卍MARU （2009年（平成21年）2月下旬より順次導入）
  - テーマ曲「時代を駆ける」は、IIの主人公「戦国卍丸」役を担当した伊倉一恵が歌を、シリーズ原作者広井王子が作詞を、桃太郎電鉄シリーズの音楽を手掛ける池毅が作曲を担当している。
- パチスロ天外魔境 （2009年（平成21年）夏より順次導入）

### ラジオ
- 天外魔境〜無国籍食堂（であいのちゃや）
  - 1996年10月4日から1997年3月28日まで文化放送で放送された。「天外魔境 第四の黙示録」のタイアップ番組で、パーソナリティは山口勝平と桜井智。それぞれ当該ゲームにおいて、ヒロインの夢見役（桜井）とパーティメンバーのエース役（山口）を担当している。詳細は天外魔境 第四の黙示録#ラジオを参照。
- tengai.jp 今夜もはてぃはてぃ
  - 2003年6月6日に始まった「天外魔境」プロジェクトの第1弾として、「天外魔境II」のリメイク版「天外魔境II MANJI MARU」をニンテンドー ゲームキューブとPlayStation 2で発売するにあたって公式サイト「tengai.jp」を設立すると同時に放送を開始。「天外魔境」プロジェクトの情報を提供していた。
- 天外ラヂヲ～黄金国伝説
  - 2003年10月5日から2004年6月27日まで文化放送で放送された。（BSQR489では4日遅れの10月9日より毎週木曜日20時から20時30分に放送）毎週日曜日23時30分から24時までの30分番組でパーソナリティは中原麻衣、柊瑠美。「天外魔境II・III」の世界観をベースにしたラジオ番組だった。パーソナリティの2人はそれぞれ「天外魔境III NAMIDA」において、白縫姫役（中原）とミヤ役（柊）を担当している。

ちなみに放送開始一週間前の9月28日には東京ゲームショウのハドソン・ブースで新番組スタート記念・公開録音をし、同日23時30分～24時に「天外魔境発売記念スペシャル・天外ラヂヲ～黄金国伝説」という名前でスペシャル版も放送していた。
| 文化放送 金曜21時枠                                      | 文化放送 金曜21時枠                                                 | 文化放送 金曜21時枠                                                 |
| 前番組                                                   | 番組名                                                              | 次番組                                                              |
| -------------------------------------------------------- | ------------------------------------------------------------------- | ------------------------------------------------------------------- |
| -                                                        | 天外魔境〜無国籍食堂（であいのちゃや）                              | ZMAP=ZMAP                                                           |
| 文化放送 日曜23:30-24:00枠                               |                                                                     |                                                                     |
| tryme.jp/今夜もはてぃはてぃ                              | tengai.jp/今夜もはてぃはてぃ                                        | 天外ラヂヲ〜黄金国（ジパング）伝説〜                                |
| BSQR489 木曜20:00-20:30枠                                |                                                                     |                                                                     |
| tryme.jp/今夜もはてぃはてぃ （2003年4月17日-2003年7月）  | tengai.jp/今夜もはてぃはてぃ （2003年7月-2003年10月4日）            | 天外ラヂヲ〜黄金国（ジパング）伝説〜 （2003年10月9日-2004年7月1日） |
| 文化放送 日曜23:30-24:00枠                               |                                                                     |                                                                     |
| tengai.jp/今夜もはてぃはてぃ                             | 天外ラヂヲ〜黄金国（ジパング）伝説〜                                | マグナカルタ Radio                                                  |
| BSQR489 木曜20:00-20:30枠                                |                                                                     |                                                                     |
| tengai.jp/今夜もはてぃはてぃ （2003年7月-2003年10月4日） | 天外ラヂヲ〜黄金国（ジパング）伝説〜 （2003年10月9日-2004年7月1日） | マグナカルタ Radio （2004年7月-2004年12月）                         |